# Gina Stiebitz
Gina Alice Stiebitz, née le 17 octobre 1997, est une actrice allemande. Elle est surtout connue pour avoir incarné Franziska Doppler dans la série Netflix Dark. Elle est également apparue dans un certain nombre de productions théâtrales, principalement au théâtre Friedrichstadt-Palast à Berlin.

## Biographie
Stiebitz a commencé sa carrière d'actrice en 2010 avec un rôle dans le film Womb de Benedek Fliegauf et dans la série télévisée Wie erziehe ich meine Eltern? . Un an plus tard, elle incarne Juliane Noak dans la série En toute amitié. En 2016, Stiebitz est apparu dans les séries Familie Dr. Kleist et Großstadtrevier. Elle a été reconnue internationalement en 2017 pour son interprétation de Franziska Doppler, une jeune rebelle qui entretient des relations tendues avec ses parents et veut s'échapper de la ville où elle vit, dans la série Netflix Dark. Elle a repris le rôle dans les deuxième et troisième saisons de Dark,,.

## Filmographie
| Année     | Titre                                    | Rôle                         | Remarques |
| --------- | ---------------------------------------- | ---------------------------- | --------- |
| 2010-2011 | Wie erziehe ich meine Eltern?            | Constance "Konny" Mittenzwey |           |
| 2011      | En toute amitié                          | Juliane Noak                 |           |
| 2016      | Famille Dr Kleist                        |                              |           |
| 2016      | Alles Klara                              |                              |           |
| 2017–2020 | Dark                                     | Franziska Doppler            |           |
| 2017      | Großstadtrevier                          |                              |           |
| 2017      | In aller Freundschaft – Die jungen Ärzte | Juliane Noak                 |           |
| 2018      | Neben der Spur                           | Leonie Mommsen               |           |
| 2019      | Wir sind jetzt                           | Julia                        |           |
| 2019      | Le Renard                                |                              |           |
| 2020      | Die Kanzlei                              |                              |           |
| 2020      | Die Chefin                               |                              |           |

| An   | Titre                  | Rôle        | Remarques |
| ---- | ---------------------- | ----------- | --------- |
| 2011 | Womb                   | Dima        |           |
| 2014 | Deux Femmes amoureuses | Lily        | téléfilm  |
| 2017 | Wir schaffen das schon |             |           |
| 2017 | Ich Ich Ich            |             |           |
| 2021 | Ce qui reste           | Marisa      |           |
| 2022 | The Darker the Lake    | Léa (jeune) |           |